# Susanna och Kristina Thurin
Sanna och Tina Thurin, födda 19 november 1992, är beachvolleyspelare. 
De bägge tvillingsystrarna spelar tillsammans och har vunnit beachvolley-SM fem gånger (2017, 2018, 2020, 2022 och 2023). De har också åtskilliga segrar på Swedish Beach Tour. Tvillingsystrarna blev 2018 första svenska par att ta medalj vid en delturnering av FIVB Beach Volleyball World Tour 